# Physocephala maculipes
Physocephala maculipes är en tvåvingeart som först beskrevs av Jacques-Marie-Frangile Bigot 1887.  Physocephala maculipes ingår i släktet Physocephala och familjen stekelflugor. Inga underarter finns listade i Catalogue of Life.